# Saint-Seurin-sur-l'Isle
Saint-Seurin-sur-l'Isle è un comune francese di 3 155 abitanti situato nel dipartimento della Gironda nella regione della Nuova Aquitania.
Prossimo ai 98 anni, il sindaco del comune, Marcel Berthomé, è noto per essere il sindaco più anziano di Francia ancora in esercizio.

## Società

### Evoluzione demografica
Abitanti censiti

## Curiosità
Sul suo territorio, a sud dell'abitato, il meridiano di Greenwich incrocia il 45º parallelo, la linea equidistante fra il Polo nord e l'Equatore.